# R-1驅逐戰車
R-1驅逐坦克 （羅馬尼亞語：Tun Anticar pe Afet Mobil R-1）是一款曾由羅馬尼亞於二戰期間使用的小型驅逐戰車。在羅馬尼亞總參謀部的要求下，這款驅逐戰車於1943年11月22日設計定型。按計劃，14輛AH-IV小坦克底盤上將被裝上一門蘇製M1937 45毫米反坦克炮。儘管這款驅逐戰車是被設計作維持秩序用，但因爲當局認爲這款計劃會浪費當時急需的資源，故取消了這款驅逐戰車的生產計劃。

## 腳註
1. ↑  Axworthy, p. 228